# Щепанув (Свентокшиське воєводство)
Щепанув (пол. Szczepanów) — село в Польщі, у гміні Собкув Єнджейовського повіту Свентокшиського воєводства.
Населення — 133 особи (2011).
У 1975-1998 роках село належало до Келецького воєводства.

## Демографія
Демографічна структура на день 31 березня 2011 року:
|          | Загалом | Допрацездатний вік | Працездатний вік | Постпрацездатний вік |
| -------- | ------- | ------------------ | ---------------- | -------------------- |
| Чоловіки | 65      | 13                 | 44               | 8                    |
| Жінки    | 68      | 7                  | 40               | 21                   |
| Разом    | 133     | 20                 | 84               | 29                   |